# Joseph Déjacque
Joseph Déjacque (Paris, 27  de dezembro de 1821 –  Paris,  18 de novembro de 1865) foi um operário, poeta, escritor, filósofo e comunista libertário francês.
Déjacque foi o criador do termo "libertário", em 1857, numa carta à Pierre Joseph Proudhon (além disso, de 1858 a 1861, publicou o jornal "Le Libertaire, Journal du Mouvement social", com a palavra "libertário" em seu título). 

## Vida e obra
De origens desconhecidas, os primeiros relatos de sua atuação remontam às insurreições revolucionárias de 1848, na França. Preso duas vezes, ele fugiu para Londres em 1851. Em 1855 ele foi para os EUA. Em Nova Orleans, escreveu "L'Humanisphère, Utopie anarchique", uma famosa utopia anarquista-comunista que só seria publicada como série em seu periódico "Le Libertaire, Journal du Mouvement social", que mantinha com seus próprios recursos de operário e que durou de 1858 a 1861. Neste jornal, publicava notícias de greves e insurreições proletárias na Europa e nos EUA, apoiava o abolicionismo e também artigos teóricos e filosóficos ligados à crítica social. Após 1861, sua vida é desconhecida, sabendo-se apenas que voltou para a França, falecendo em Paris em 1864.
É considerado um dos primeiros a sistematizar uma concepção anarco-comunista, criticando Pierre Joseph Proudhon por este último atacar a luta das mulheres, apoiar uma economia de mercado e a remuneração conforme o trabalho. Déjacque defendia uma sociedade em que a propriedade privada, o dinheiro e a troca seriam abolidos e todos receberiam conforme suas necessidades, argumentando que só as necessidades são próprias a cada um (referindo-se à propriedade), próprias a cada individualidade e que a satisfação delas é que deve ser garantida através de uma livre associação de indivíduos.